# Павлово-Посадский городской округ
Па́влово-Поса́дский городской округ — муниципальное образование в Московской области России.
В рамках административно-территориального устройства ему соответствует город областного подчинения Павловский Посад с административной территорией.
Административный центр — город Павловский Посад.

## География
Площадь городского округа с 2023 года составляет 60 614 га. Граничит на севере и северо-востоке с Киржачским и Петушинским районами Владимирской области, а также с городскими округами Московской области: на юге и юго-востоке — с Орехово-Зуевским, на юго-западе — с Раменским, на западе — с Богородским и Электросталь. Городской округ частично расположен в пределах Мещёры.

### Климат
Климат в целом характерный для Мещёрской низменности. Текущие метеорологические измерения ведутся на станции гидрометцентра в Павловском Посаде.
Рельеф
Площадь городского округа можно условно разделить на два участка, с севера и с юга реки Клязьмы.
Северная часть это преимущественно ровная площадь разделённая по середине небольшим возвышением (133—135 м) на слой болотного массива (до 130 м), и долину речки Плотни (125—130 м).
Южная же часть округа находится в Мещёрской низменности и представляет собой преимущественно балочную поверхность (130—140 м) с многочисленными малыми речками и небольшими возвышениями (в среднем 150 м).
Самая низкая точка рельефа (116 м) находится на берегу реки Клязьмы при выходе её из округа, а самая высокая (155 м) — на юге района в четырёх километрах на юго-запад от д. Власово.
Гидрография
Крупнейшая река — Клязьма, слева в неё впадают Плотня и Вырка, а Вохонка (с притоками Слогавка и Ходца) и Дрезна с притоком Жуковка — справа. Кроме того, по территории округа протекает речка Понорь относящаяся к бассейну Москвы реки.
Многочисленны в округе и озёра, среди них: проточные, расположенные в сосновом бору, Матвеевское, Орлево и Светлое между последними из склонов бьют ключи, а на их берегах расположены детские лагеря, у деревни Заозерье глубокое озеро Данилище. Популярны и молодые, заполненные водой песчаные карьеры у деревни Васютино и в посёлке Большие Дворы. Встречаются также и зарастающие озёра в болотных массивах. Хозяйственного значения водоёмы не имеют, используются в рекреационных целях местным населением и дачниками.
В северной части округа многочисленны болота, частью осушённые мелиорационными каналами, вокруг Электрогорска выработанные и заполненные ныне водой торфяники.
Природные ресурсы
Размещение природных ресурсов полностью определено рельефом поверхности:
- в северо-восточной части залегают мощные торфяные слои
- в западной части (с обеих сторон Клязьмы) значительны массивы лесов
- на юге и юго-востоке поверхность покрыта ценными серыми лесными и дерновыми почвами, с благоприятным влажностным режимом.

Кроме того широко распространены залежи строительных песков и кирпичных глин.
Экология
Серьёзной проблемой являются периодические лесо-торфяные пожары севера округа и загрязнения рек сточными водами, в особенности Клязьмы (контролируется гидрохимическим пунктом в Павловском Посаде).

## История
Городской округ с центром в Павловском Посаде был образован в 2017 году. Законом Московской области от 28 декабря 2016 года муниципальное образование Павлово-Посадский муниципальный район вместе с входившими в его состав 2 городскими и 4 сельскими поселениями было упразднено и к 9 января 2017 года преобразовано путём их объединения в муниципальное образование городской округ Павловский Посад.
14 марта 2017 года населённые пункты упраздненных Аверкиевского, Кузнецовского, Рахмановского и Улитинского сельских поселений, а 29 марта 2017 года рабочий посёлок Большие Дворы были напрямую переподчинены городу Павловский Посад.
Законом Московской области от 7 апреля 2017 года административно-территориальная единица Павлово-Посадский район  к 23 апреля 2017 года была преобразована в город областного подчинения с административной территорией
Законом Московской области от 28 декабря 2022 года городские округа Павловский Посад и Электрогорск были упразднены и к 9 января 2023 года преобразованы путём их объединения в новое муниципальное образование Павлово-Посадский городской округ.

## Население
| 2018   | 2019    | 2020    | 2021    | 2023    | 2024     |
| ------ | ------- | ------- | ------- | ------- | -------- |
| 84 307 | ↘83 049 | ↘82 476 | ↗91 527 | ↗91 858 | ↗122 210 |

### Национальный состав
По итогам переписи населения 2020 года проживали следующие национальности (национальности менее 0,1 % и другое, см. в сноске к строке «Другие»):
| Национальность | Численность, чел. | Доля     |
| -------------- | ----------------- | -------- |
| Русские        | 83 007            | 90,69 %  |
| Узбеки         | 584               | 0,64 %   |
| Армяне         | 448               | 0,49 %   |
| Таджики        | 304               | 0,33 %   |
| Татары         | 269               | 0,29 %   |
| Украинцы       | 242               | 0,26 %   |
| Азербайджанцы  | 128               | 0,14 %   |
| Молдаване      | 111               | 0,12 %   |
| Киргизы        | 92                | 0,10 %   |
| Другие         | 6342              | 6,94 %   |
| Итого          | 91 527            | 100,00 % |

## Населённые пункты
В городском округе (городе областного подчинения с административной территорией) с 2023 года находится 61 населённый пункт, в том числе три городских — два города и один посёлок городского типа — и 58 сельских (из них 2 посёлка, 2 села и 54 деревни):
| №  | Населённый пункт          | Тип                     | Население |
| -- | ------------------------- | ----------------------- | --------- |
| 1  | Павловский Посад          | город                   | ↗65 297   |
| 2  | Электрогорск              | город                   | ↘29 912   |
| 3  | Большие Дворы             | посёлок городского типа | ↘5771     |
| 4  | Аверкиево                 | деревня                 | ↘41       |
| 5  | Аверкиевского лесничества | посёлок                 | ↘35       |
| 6  | Алексеево                 | деревня                 | ↗117      |
| 7  | Алфёрово                  | деревня                 | ↘916      |
| 8  | Андреево                  | деревня                 | ↘232      |
| 9  | Борисово                  | деревня                 | ↗87       |
| 10 | Бразуново                 | деревня                 | ↘29       |
| 11 | Бывалино                  | деревня                 | ↗64       |
| 12 | Быково                    | деревня                 | ↗108      |
| 13 | Васютино                  | деревня                 | ↗447      |
| 14 | Власово                   | деревня                 | ↘28       |
| 15 | Гаврино                   | деревня                 | ↘110      |
| 16 | Гора                      | деревня                 | ↗139      |
| 17 | Грибанино                 | деревня                 | ↗79       |
| 18 | Грибаново                 | деревня                 | ↗171      |
| 19 | Дальняя                   | деревня                 | ↗161      |
| 20 | Данилово                  | деревня                 | ↘202      |
| 21 | Демидово                  | деревня                 | ↗112      |
| 22 | Дергаево                  | деревня                 | ↗26       |
| 23 | Дмитрово                  | деревня                 | ↗115      |
| 24 | Евсеево                   | деревня                 | ↘1735     |
| 25 | Ефимово                   | деревня                 | ↗589      |
| 26 | Заозерье                  | деревня                 | ↘77       |
| 27 | Игнатово                  | деревня                 | ↗49       |
| 28 | Казанское                 | село                    | ↗375      |
| 29 | Ковригино                 | деревня                 | ↘407      |
| 30 | Козлово                   | деревня                 | ↗93       |
| 31 | Криулино                  | деревня                 | ↗58       |
| 32 | Крупино                   | деревня                 | ↘673      |
| 33 | Кузнецы                   | деревня                 | ↗1318     |
| 34 | Курово                    | деревня                 | ↘169      |
| 35 | Лёвкино                   | деревня                 | ↘40       |
| 36 | Логиново                  | деревня                 | ↗332      |
| 37 | Малыгино                  | деревня                 | ↘8        |
| 38 | \|Мехлесхоза              | посёлок                 | ↗84       |
| 39 | Митино                    | деревня                 | ↘39       |
| 40 | Михалёво                  | деревня                 | →39       |
| 41 | Назарьево                 | деревня                 | ↗208      |
| 42 | Новозагарье               | деревня                 | ↘251      |
| 43 | Носырёво                  | деревня                 | ↘37       |
| 44 | Перхурово                 | деревня                 | ↘51       |
| 45 | Пестово                   | деревня                 | ↘28       |
| 46 | Рахманово                 | село                    | ↘2577     |
| 47 | Саурово                   | деревня                 | ↗193      |
| 48 | Семёново                  | деревня                 | ↘101      |
| 49 | Сонино                    | деревня                 | ↗134      |
| 50 | Стремянниково             | деревня                 | ↗85       |
| 51 | Субботино                 | деревня                 | ↗57       |
| 52 | Сумино                    | деревня                 | →28       |
| 53 | Тарасово                  | деревня                 | ↘326      |
| 54 | Теренино                  | деревня                 | ↗230      |
| 55 | Улитино                   | деревня                 | ↗338      |
| 56 | Фатеево                   | деревня                 | ↗223      |
| 57 | Фомино                    | деревня                 | ↗141      |
| 58 | Часовня                   | деревня                 | ↘13       |
| 59 | Чисто-Перхурово           | деревня                 | ↘204      |
| 60 | Шебаново                  | деревня                 | ↘140      |
| 61 | Щекутово                  | деревня                 | ↘188      |

## Общая карта
Легенда карты:
|  | Более 60 000 жителей    |
|  | 20 000 — 30 000 жителей |
|  | 5000 — 10 000 жителей   |
|  | 2000 — 5 000 жителей    |
|  | 1000 — 2 000 жителей    |
|  | 500 — 1 000 жителей     |
|  | 200 — 500 жителей       |

## Экономика
На территории округа свою деятельность осуществляют:
- МУП «ЭНЕРГЕТИК» — крупнейшее энергетическое предприятие района
- ОАО Павловопосадская платочная мануфактура — производство платочных изделий с оригинальным рисунком
- ООО «Павлово-Посадский Гофрокомбинат» — производство гофрокартона и картонной тары
- АО «ЭКСИТОН» — завод производитель микроэлектроники
- ОАО «Металлист» — производство автоматики для теплотехники (котлов, обогревателей)
- ОАО «Павловская керамика» — производство керамического кирпича
- Производственное объединение «Берег» — изготовление противопожарной техники
- АООТ «Павлово-Посадский камвольщик» — шерстяное и швейное производство
- ЗАО «Павлово-Посадская шёлкоткацкая фабрика»
- АОЗТ «Павлово-Посадский льнокомбинат»
- Группа предприятий «Силон» — текстильное производство
- ЗАО «Рахмановский шёлковый комбинат»
- ООО фирма «Инвент» — производство мебельной фурнитуры
- Фабрика компании «КДВ» — кондитерское производство.
- Значительное количество мелких предприятий пищевой промышленности
- ООО «Акватон» -производство металлоизделий

## Транспорт
Через округ проходит линия Горьковского направления Московская железная дорога (она же «новое» направление транссибирской магистрали) с остановочными пунктами Казанское, Вохна, Павловский Посад Назарьево, от неё отходит ветка на Электрогорск с остановками Ленская, Ковригино, 14 километр и Электрогорск.
Также в 1 км от южной границы района расположена платформа  
Анциферово Казанского направления.
Округ пересекает автомобильная дорога «Москва—Уфа» (М7 «Волга»). Параллельно железной дороге проходит региональная дорога «Москва—Ликино-Дулёво» (выход на А108 БМК) «Носовихинское шоссе».
Основной автоперевозчик — Павлово-Посадское ПАТП компании Мострансавто, автобусная станция Павловский Посад.
В южной части округа проходит участок московского внешнего кольцевого газопровода и ветку до Вольгинского, с отводами, в том числе на Павловский Посад, Электрогорск и Кузнецовское поселение.
В округе густая сеть линий электропередач, среди них важнейшая магистраль 2х500кВ Жигулёвская ГЭС — Центр, выходы через Ногинскую подстанцию на единую систему Каширской ГРЭС (220кВ ЛЭП), Электрогорской ГТУ-ТЭЦ (220кВ и 110кВ ЛЭП) и Шатурской ГРЭС. Электроэнергия доступна во всех поселениях района